# Byron (Maine)
Byron es un pueblo ubicado en el condado de Oxford en el estado estadounidense de Maine. En el Censo de 2010 tenía una población de 145 habitantes y una densidad poblacional de 1,07 personas por km².

## Geografía
Byron se encuentra ubicado en las coordenadas 44°42′8″N 70°38′47″O / 44.70222, -70.64639. Según la Oficina del Censo de los Estados Unidos, Byron tiene una superficie total de 136.13 km², de la cual 134.19 km² corresponden a tierra firme y (1.43%) 1.94 km² es agua.

## Demografía
Según el censo de 2010, había 145 personas residiendo en Byron. La densidad de población era de 1,07 hab./km². De los 145 habitantes, Byron estaba compuesto por el 95.86% blancos, el 0% eran afroamericanos, el 0% eran amerindios, el 0% eran asiáticos, el 0% eran isleños del Pacífico, el 0% eran de otras razas y el 4.14% pertenecían a dos o más razas. Del total de la población el 0.69% eran hispanos o latinos de cualquier raza.